# Quinto (Zwitserland)
Quinto is een gemeente en plaats in het Zwitserse kanton Ticino en maakt deel uit van het district Leventina. Quinto telt 1085 inwoners.

## Geschiedenis
Op 6 april 2025 werd de gemeente Prato Leventina opgenomen in de gemeente Quinto.

## Geboren
- Alina Borioli (1887-1965), schrijfster en dichteres

## Overleden
- Alina Borioli (1887-1965), schrijfster en dichteres